# Eglisau
Eglisau je mjesto u kantonu Zürichu u Švicarskoj.

## Povijest
Prvi puta spominje se 892. godine.

## Stanovništvo
Prema službenim statistikama popisa stanovništva Eglisaua.
| Godina | Broj stanovnika |
| ------ | --------------- |
| 1488.  | 650             |
| 1588.  | 860             |
| 1634.  | 998             |
| 1689.  | 1494            |
| 1796.  | 1578            |
| 1850.  | 1612            |
| 1880.  | 1449            |
| 1900.  | 1175            |
| 1950.  | 1603            |
| 2000.  | 2893            |
| 2010.  | 4213            |

## Vjeroispovijest
Većinom su stanovnici protestantska vjere 52% te drugi rimokatolici s 24%.

## Vanjske poveznice
- Službene stranice Eglisaua